# Kitty Winn
Katherine Tupper Winn, detta Kitty (Washington, 21 febbraio 1943), è un'attrice statunitense.

## Biografia
Vincitrice nel 1971 del premio per la miglior attrice al Festival di Cannes per Panico a Needle Park, il suo ruolo più celebre è stato quello di Sharon Spencer ne L'esorcista (1973).

## Filmografia parziale

### Cinema
- Panico a Needle Park (The Panic in Needle Park), regia di Jerry Schatzberg (1971)
- They Might Be Giants, regia di Anthony Harvey (1971)
- L'esorcista (The Exorcist), regia di William Friedkin (1973)
- Una valigia piena di dollari (Peeper), regia di Peter Hyams (1976)
- L'esorcista II - L'eretico (Exorcist II: The Heretic), regia di John Boorman (1977)
- Mirrors, regia di Noel Black (1978)

### Televisione
- La casa che non voleva morire, regia di John Llewellyn Moxey - film TV (1970)
- Le strade di San Francisco - serie TV, episodio 2x14 (1973)
- Cannon - serie TV, episodio 4x13 (1974)
- Squadra Speciale Most Wanted - serie TV, 1 episodio (1976)
- Kojak - serie TV, 2 episodi (1977)
- Jessie - serie TV, episodio 1x04 (1984)
- Fifty/Fifty - serie TV, episodio 1x11 (1984)

## Doppiatrici italiane
- Alida Cappellini in L'esorcista
- Vittoria Febbi in L'esorcista II - L'eretico